# Flüchtlingsboot-Havarie im September 2014
Bei der Flüchtlingsboot-Havarie im September 2014 ertranken vermutlich mehr als 480 Menschen im Mittelmeer. Am 10. September 2014 rammten Angehörige einer Schlepperbande 300 Seemeilen südöstlich von Malta ein Flüchtlingsboot, das auf dem Weg von Libyen nach Malta oder Italien war. Es war mit vermutlich über 480 Toten das größte Schiffsunglück auf dem Mittelmeer seit 50 Jahren.
Die Internationale Organisation für Migration berichtete von Zeugen, nach denen das Boot Anfang September 2014 die ägyptische Hafenstadt Damiette verlassen habe. An Bord seien rund 500 Syrer, Palästinenser, Ägypter und Sudanesen gewesen.
Am 10. September 2014 hatten laut Zeugen Menschenhändler in zwei Schiffen das Boot überholt. Diese hätten verlangt, dass die Migranten auf ihre Schiffe umsteigen. Zwischen den Schleusern und den Flüchtlingen kam es zu einem Streit, als die Boatpeople gezwungen werden sollten, auf die noch kleineren, kaum hochseetauglichen Schiffe umzusteigen. Die ägyptischen Schleuser rammten das Schiff mit über 500 Flüchtlingen an Bord und versenkten es so. Drei Überlebende aus Palästina berichteten, dass ihr Schiff sofort untergegangen sei. Viele Menschen starben, weil sie es nicht mehr schafften, aus dem havarierenden Schiff zu entkommen. Nach Zeugenberichten hatte ein Flüchtling versucht, sich am Boot der Schlepper festzuhalten, um nicht zu ertrinken, woraufhin diese ihm die Hände abgehackt hätten.
Die tatsächliche Anzahl an Menschen, die ihr Leben verloren, ist ungeklärt. Die drei überlebenden palästinensischen Flüchtlinge sprachen von mehr als 300 Toten. Die Staatsanwaltschaft in Italien geht von mehr als 400 Toten aus. Damit wäre dies bis zum Schiffsunglück im Mittelmeer am 19. April 2015 das größte Schiffsunglück im Mittelmeer seit über 50 Jahren gewesen.

## Rettungsaktion und Ermittlungen
Nur 13 Menschen konnten gerettet werden. Andere Quellen sprechen von lediglich neun Überlebenden. Zwei Überlebende wurden von einem Frachter unter panamaischer Flagge aus dem Wasser geholt und in die sizilianische Stadt Pozzallo gebracht. Die übrigen sieben Überlebenden des Vorfalls vor Malta wurden auf anderen Schiffen nach Kreta, zu anderen Zielen in Griechenland und nach Malta befördert. Die italienische Küstenwache und die italienische Marine rückten im Rahmen der Operation Mare Nostrum aus, um Überlebende zu retten. Am Unglücksort wurde etwa eine Woche lang nach Leichen gesucht.
Um den Vorfall aufzuklären, arbeitete die italienische Staatsanwaltschaft mit ägyptischen und maltesischen Behörden zusammen.